# Passiflora jorullensis
Passiflora jorullensis är en passionsblomsväxtart som beskrevs av Carl Sigismund Kunth. Passiflora jorullensis ingår i släktet passionsblommor, och familjen passionsblomsväxter. Utöver nominatformen finns också underarten P. j. salvadorensis.

## Bildgalleri

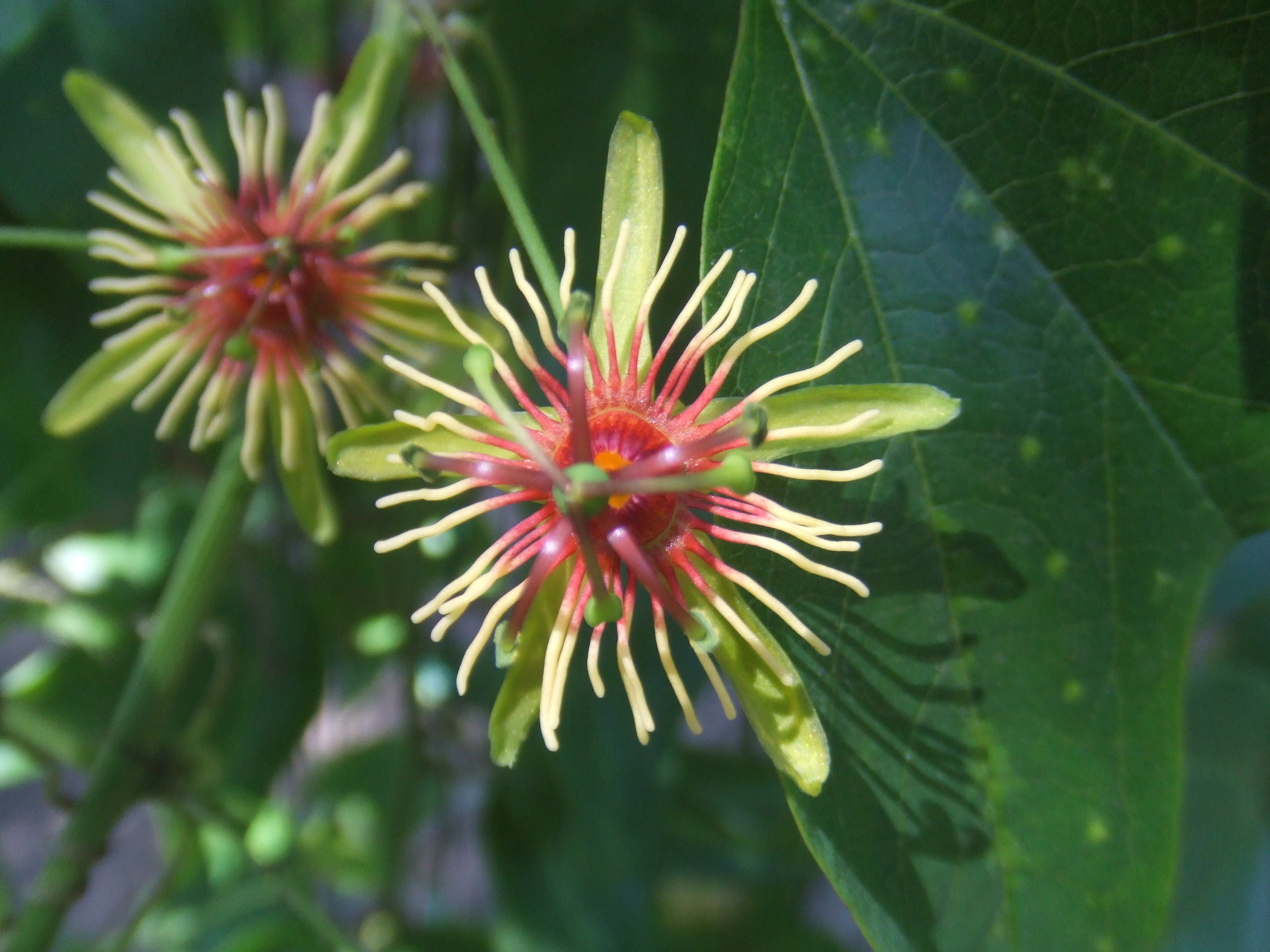
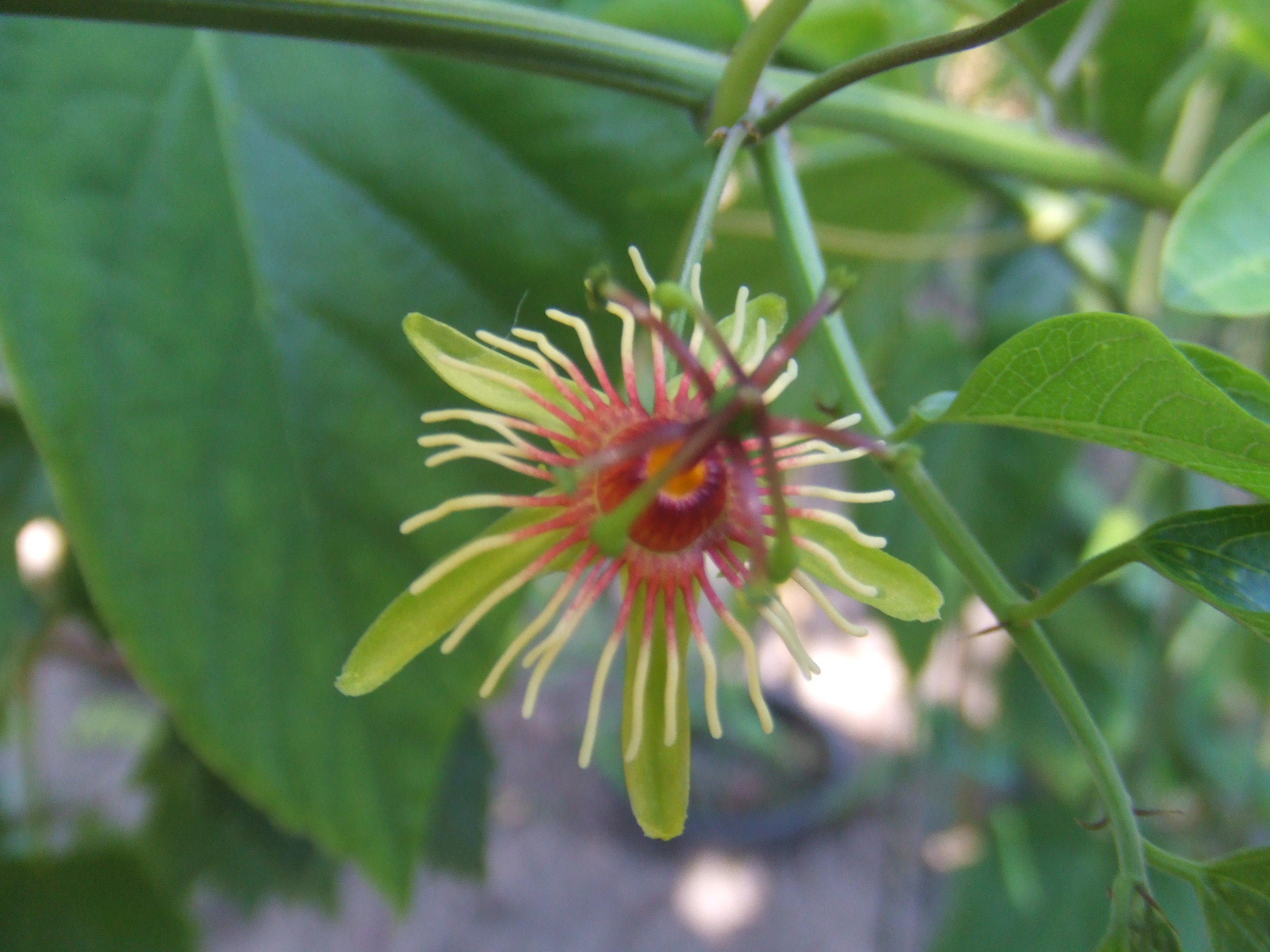
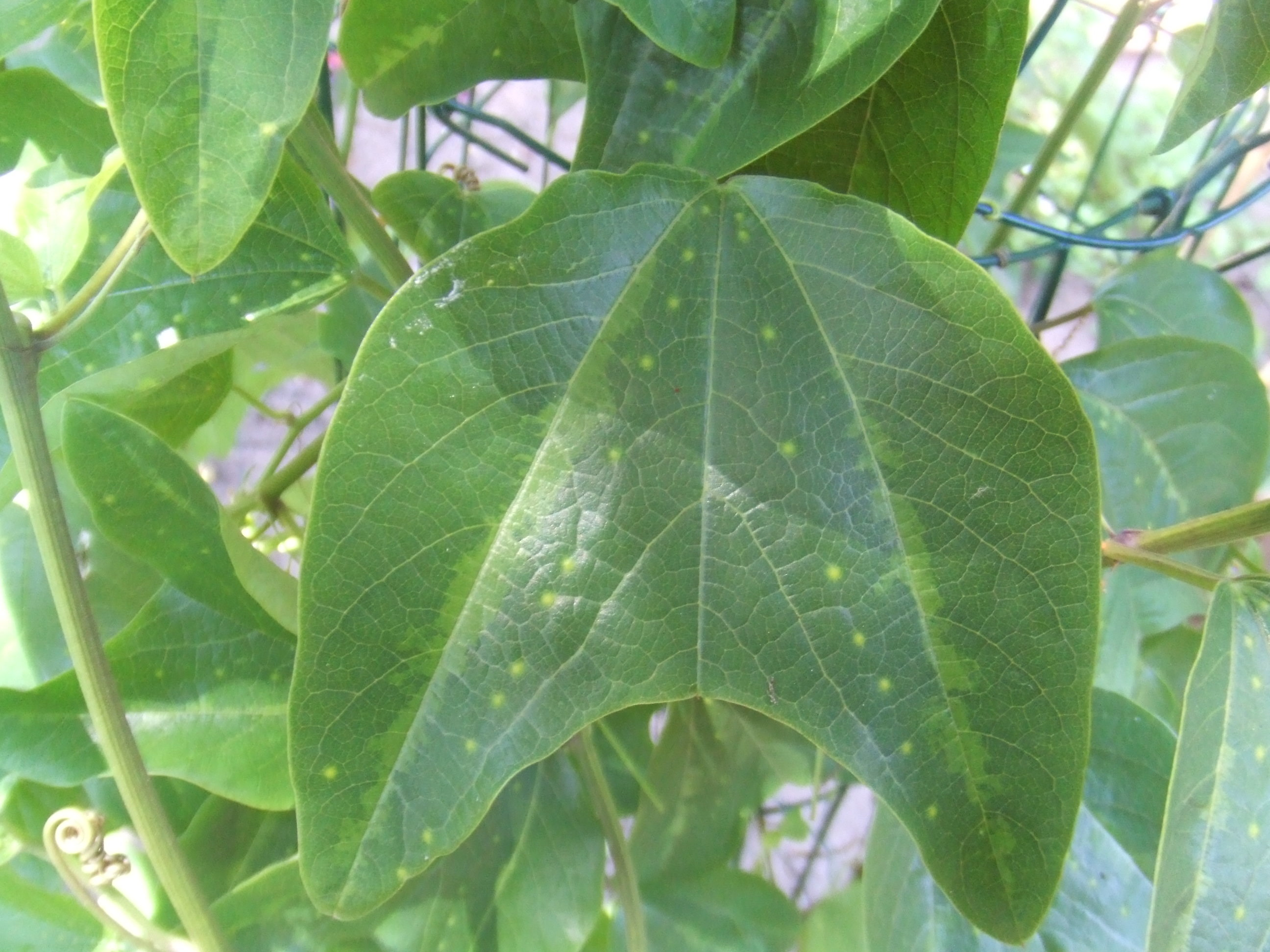